# Drosophila neotestacea
Drosophila neotestacea este o specie de muște din genul Drosophila, familia Drosophilidae, descrisă de Grimaldi, James și Jaenike în anul 1992. Conform Catalogue of Life specia Drosophila neotestacea nu are subspecii cunoscute.